# Tambach (Weitramsdorf)
Tambach ist ein Gemeindeteil der oberfränkischen Gemeinde Weitramsdorf im Landkreis Coburg.

## Geographie
Tambach liegt etwa neun Kilometer südwestlich von Coburg in einem Tal, durch das der gleichnamige Bach fließt, der mehrere Teichanlagen speist. Der Ort wird durch eine große Schlossanlage geprägt. Östlich des Tambachtales, am Tambacher Berg, liegt der Altort. Dieser ist im Süden durch den Wildpark, weiter nördlich durch das Naturschutzgebiet Großer Teich und Tambachau vom Bereich des Schlosses und einer nördlich davon gelegenen kleinen Wohnsiedlung getrennt.
Die Bundesstraße 303 von Schonungen nach Coburg führt durch Tambach. Die Staatsstraße 2202 nach Weitramsdorf zweigt von dieser ab.

## Geschichte
Die erste urkundliche Erwähnung war 874, als Cunihilt dem Kloster Fulda ihren Besitz schenkte, zu dem unter anderem „Tanbah“ gehörte. Der Ortsname kann als Bezeichnung für Waldbach gedeutet werden.
1153 erwarb das Kloster Langheim vom Kloster Michelfeld die verödete Ortschaft Burchadisdorf, die zwischen den heutigen Orten Altenhof und Tambach lag. 1156 bekam das Kloster Langheim den Zehnt über den Weiler Tambach übertragen und 1158 erwarb es das Dorf Unter-Tambach südlich von Neundorf. Aus diesen Erwerbungen entwickelte sich durch weiteren Kauf und Tausch, Neuansiedlungen und Schenkungen im Jahr 1180 der Klosterhof Tambach, der im 13. Jahrhundert zum Klosteramt erhoben wurde. Die Leitung oblag einem geistlichen Hofmeister, der der Oberaufsicht des Klosters Langheim unterstellt war.
1525 wurden die Gebäude des Klosteramtes im Verlauf des Bauernkriegs in Brand gesetzt. Ende des 18. Jahrhunderts gehörte der Ort weiterhin dem Kloster Langheim.
Der größte Teil Frankens wurde 1803 Jahr ein Teil Bayerns und im Zuge der Säkularisation in Bayern wurden das Kloster Langheim und damit auch das Klosteramt aufgelöst. Durch einen Tausch mit seiner niederbayerischen Grafschaft Ortenburg nahm am 20. Januar 1806 Graf Joseph Carl die ehemals kirchlichen Tambacher Lande einschließlich Tambach in Besitz, wodurch er Reichsgraf der kurzlebigen Grafschaft Ortenburg-Tambach wurde. Dabei ließ der Graf eine evangelische Kirchengemeinde gründen.
Mitte der 1850er Jahre hatte die Gemeinde 174 Einwohner und 27 Häuser.
1862 wurde das Gebiet der ehemaligen Grafschaft Ortenburg-Tambach dem Bezirksamt Staffelstein zugeschlagen. Außerdem kam es zum Zusammenschluss von Tambach mit dem kleineren Altenhof zur Gemeinde Altenhof.
1925 hatte das Pfarrdorf Tambach, in dem es ein Schulhaus für die evangelischen Schüler gab, 166 Einwohner und 26 Wohnhäuser. Am 1. April 1931 wurde Tambach als Ortsteil der Gemeinde Altenhof aus dem Bezirksamt Staffelstein in das Bezirksamt Coburg umgegliedert.
Am 1. Januar 1972 erfolgte mit der Eingemeindung von Altenhof der Wechsel von Tambach nach Weitramsdorf. Im Jahr 1987 hatte der Ort 233 Einwohner und 68 Wohnhäuser mit 103 Wohnungen.

### Einwohnerentwicklung
| Jahr      | 1871 | 1900 | 1925 | 1950 | 1970 | 1987 | 2004 |
| --------- | ---- | ---- | ---- | ---- | ---- | ---- | ---- |
| Einwohner | 164  | 171  | 166  | 324  | 282  | 233  | 200  |

## Sehenswürdigkeiten

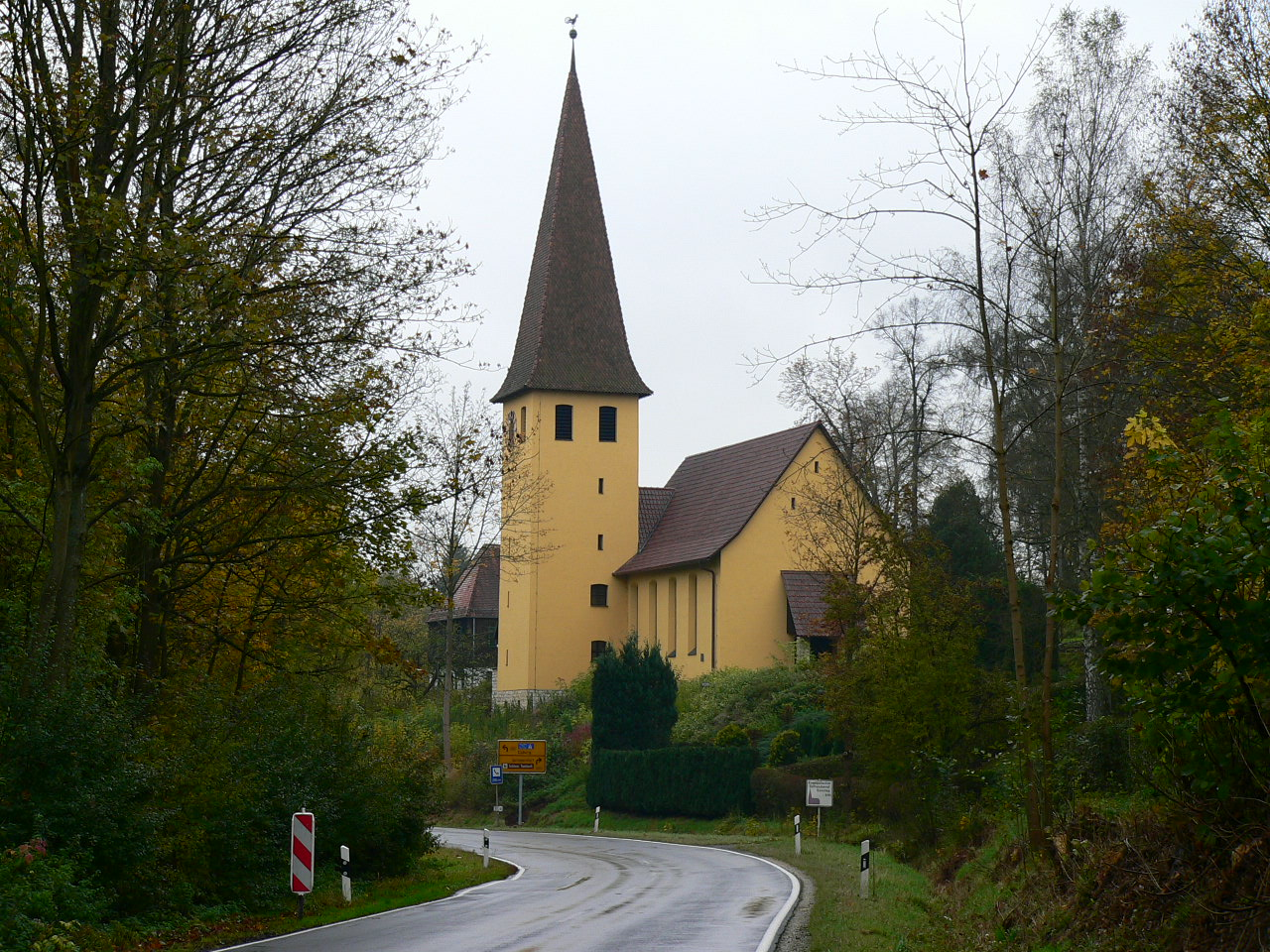
Joachim-von-Ortenburg-Kirche

Das Schloss Tambach entstand Ende des 17. Jahrhunderts und im 18. Jahrhundert, wohl nach Plänen von Leonhard Dientzenhofer, für die Äbte des Klosters Langheim als Sommerresidenz. Es ist eine barocke, dreigeschossige Dreiflügelanlage mit einer integrierten Schlosskirche. 1970 wurde im englischen Landschaftsgarten, östlich der Schlossanlage, der Wildpark eröffnet. 1983 folgte westlich des Schlosses der Golfplatz.
Die evangelisch-lutherische Joachim-von-Ortenburg-Kirche wurde 1963 errichtet, nachdem 1953 Graf Alram zum katholischen Glauben zurückgekehrt war und die Schlosskirche wieder ein katholisches Gotteshaus wurde. Der Kirchenname erinnert an Graf Joachim, der 1563 in Ortenburg die Reformation eingeführt hatte. Das als fränkische Dorfkirche gestaltete Gotteshaus schmückt im Altarraum ein Glasmosaik des Nürnberger Künstlers Kurt Kolbe.
→ Liste der Baudenkmäler in Tambach

## Persönlichkeiten
- Johannes Bartholomäus Kobolt von Tambach (1592–1645), Weihbischof in Passau
- Max Carl Ludwig Schmidt (* 1850 in Tambach; † 1936 in München), Geodät und Markscheider, Hochschullehrer